# نسرين أحمد
نسرين أحمد (21 سبتمبر 1979 -)، ممثلة كويتية من أصل مصري.

## عن حياتها
كانت بداية دخولها المجال الفني في عام 1997 ، وشاركت بعام 2000 بمسلسل «سوق المقاصيص» مع عبد الحسين عبد الرضا وسعد الفرج وأدت من خلاله شخصية «باسكال» اللبنانية ومنه كان بداية معرفه الناس بها. واستمرت بعدها بالتمثيل، إلا إنها غابت بعد ذلك عن الساحة الفنية لفترة عامين عادت بعدها وهي مرتدية الحجاب. حاليًا بالإضافة إلى عملها كممثلة فهي تعمل في إذاعة الكويت كمذيعة ومعدة برامج، وهي متزوجة من المخرج «سعود القطان».

## أعمالها

### في التلفزيون
| سنة الإنتاج | المسلسل                             |
| ----------- | ----------------------------------- |
| 1999        | وين ما أطقها عويه                   |
| 1999        | كنز المخاطر                         |
| 1999        | الدردور                             |
| 2000        | سوق المقاصيص                        |
| 2002        | ثمن عمري                            |
| 2002        | لعبة الكبار                         |
| 2003        | بيت بو نشمي                         |
| 2005        | إن فات الفوت                        |
| 2005        | شملان                               |
| 2007        | تاكسي تحت الطلب                     |
| 2008        | بين عصرين                           |
| 2009        | أم سعف جتكم تمثيل صوتي، أكثر من جزء |
| 2009        | سارة                                |
| 2012        | خادمة القوم                         |

### في المسرح
| سنة الإنتاج | المسرحية        |
| ----------- | --------------- |
| 2000        | فضيحة           |
|             | abcd 2          |
| 2005        | الأميرات الثلاث |
| 2005        | من هو من        |
| 2010        | التوائم السبعة  |
| 2012        | عطلة الربيع     |
| 2012        | هاي فايف        |
| 2014        | أمينة           |

## روابط خارجية
- نسرين أحمد على موقع قاعدة بيانات الأفلام العربية